# Nendö
Nendö (ook wel Santa Cruz, Ndeni, Nitendi of Ndende genoemd) is het grootste en belangrijkste eiland van de Santa Cruz-eilanden in de provincie Temotu in de Salomonseilanden. Geologisch is het eiland een deel van Vanuatu. Het is 505,5 km² groot en het hoogste punt is 549 m. De naam Santa Cruz is gegeven door de ontdekkingsreiziger Alvaro de Mendaña de Neira die in 1595 op het eiland een kolonie heeft proberen te stichten.
Het eiland heeft een inwonertal van iets boven de 5000. De bevolking is etnisch verdeeld in Melanesiërs en mensen uit Oost Papua. De twee eilandjes Tömotu Neo en Tömotu Noi liggen op ongeveer 1 km van het hoofdeiland. Lata ligt aan de noordzijde van het eiland en is de provinciale hoofdstad van Temotu.

## Fauna
De volgende zoogdieren komen er voor:
- Wild zwijn (Sus scrofa) (geïntroduceerd)
- Polynesische rat (Rattus exulans) (geïntroduceerd)
- Nyctimene sanctacrucis (uitgestorven)
- Pteropus nitendiensis
- Tongavleerhond (Pteropus tonganus)
- Aselliscus tricuspidatus
- Hipposideros cervinus
- Miniopterus propitristis
- Pipistrellus angulatus